# Cristina de Queiroz
Cristina de Queiroz ( Leme, 1944 - São Paulo, 17 de julho de 2017) foi uma escritora brasileira, nascida em São Paulo
Foi autora do livro de contos O visitante de verão, que recebeu o Prêmio Jabuti de 1974, da Câmara Brasileira do Livro, na categoria Autor-revelação / literatura adulta.
O conto Piano encontra-se publicado em O conto da mulher brasileira, organizado por Edla van Steen, Editora Global, 2007.